# Wzgórze Trzech Szczytów
Wzgórze Trzech Szczytów, zwyczajowo Kazurka lub Górka Kazurka – sztuczne wzniesienie w warszawskiej dzielnicy Ursynów, w parku im. Cichociemnych Spadochroniarzy AK, w rejonie ulicy Kazury na osiedlu Wyżyny, około 200 metrów od północnej granicy Lasu Kabackiego.

## Historia
Wzniesienie zostało usypane w latach 70. XX wieku. Według innego źródła większość ziemi pochodziła z wykopów budowanej od lat 80. linii metra M1. Jego zwyczajowa nazwa nawiązuje do pobliskiej ul. Stanisława Kazury. W maju 2016 znalazło się w obrębie nowo utworzonego parku miejskiego im. Cichociemnych Spadochroniarzy AK.
Około roku 2000 na górce powstała pierwsza trasa rowerowa do tzw. dualu. W następnych latach tor ewoluował do pełnoprawnej trasy four crossowej, a u podnóża góry powstała także sekcja hopek ziemnych do uprawiania dirt jumpingu. W 2015 tor został rozbudowany o sekcję dla początkujących oraz ziemny pumptrack. W 2018 otwarto tam największy pumptrack w województwie mazowieckim o łącznej długości 255 metrów. Kazurka wykorzystywana jest także do jazdy na mountainboardach.
Na górce odbywały się zawody rowerowe, m.in.:
- Puchar Mazowsza MTB XC[11]
- Mistrzostwa Polski 4X 2014[12]
- Mistrzostwa Polski w kolarstwie górskim MTB (2017)[13]

Wzgórze jest także wykorzystywane przez biegaczy, amatorów zdalnie sterowanych modeli i fanów paralotniarstwa.
W ramach zakończonej w 2023 przebudowy parku parku im. Cichociemnych Spadochroniarzy AK na szczycie wzgórza, po jego zachodniej stronie, powstał punkt widokowy. 